# Codium bursa
La palla verde (Codium bursa Agardh, 1817) è un'alga di forma tondeggiante che si trova sovente nel Mar Mediterraneo.

## Morfologia
Da giovane di forma sferica, man mano sempre più depressa al centro e appiattita. Raggiunge anche dimensioni ragguardevoli, di circa 40 centimetri di diametro. Al tatto ruvida, cava all'interno e facilmente comprimibile. Colore verde, sia chiaro che scuro. Può essere confusa con una spugna per via della consistenza.

## Distribuzione
Si trova frequente nel Mar Mediterraneo, fino a 50 metri di profondità, su fondale roccioso o accompagnata da Posidonia oceanica.